# Campionati del mondo di ciclocross 2009
I Campionati del mondo di ciclocross 2009 (en.: 2009 UCI Cyclo-cross World Championships) si svolsero a Hoogerheide, nei Paesi Bassi, il 31 gennaio e il 1º febbraio.

## Eventi
Sabato 31 gennaio
- Uomini Junior – 18,62 km
- Uomini Under-23 – 24,70 km

Domenica 1º febbraio
- Donne – 18,62 km
- Uomini Elite – 30,78 km

## Medagliere
| Pos.   | Nazione     | Oro | Argento | Bronzo | Totale |
| ------ | ----------- | --- | ------- | ------ | ------ |
| 1      | Paesi Bassi | 2   | 1       | 0      | 3      |
| 2      | Germania    | 1   | 2       | 0      | 3      |
| 3      | Belgio      | 1   | 0       | 1      | 2      |
| 4      | Rep. Ceca   | 0   | 1       | 0      | 1      |
| 5      | Francia     | 0   | 0       | 1      | 1      |
| 5      | Polonia     | 0   | 0       | 1      | 1      |
| 5      | Stati Uniti | 0   | 0       | 1      | 1      |
| Totale | Totale      | 4   | 4       | 4      | 12     |

## Sommario degli eventi
| Eventi            | Oro                        | Tempo                     | Argento                      | Tempo | Bronzo                        | Tempo |
| Uomini            |                            |                           |                              |       |                               |       |
| Elite dettagli    | Niels Albert Belgio        | 1h02'24" Media 29,60 km/h | Zdeněk Štybar Rep. Ceca      | a 22" | Sven Nys Belgio               | a 38" |
| Under-23 dettagli | Philipp Walsleben Germania | 52'48" Media 28,07 km/h   | Christoph Pfingsten Germania | a 21" | Pawel Szczepaniak Polonia     | s.t.  |
| Junior dettagli   | Tijmen Eising Paesi Bassi  | 40'06" Media 27,86 km/h   | Corné van Kessel Paesi Bassi | a 25" | Alexandre Billon Francia      | s.t.  |
| Donne             |                            |                           |                              |       |                               |       |
| Elite dettagli    | Marianne Vos Paesi Bassi   | 42'39" Media 26,19 km/h   | Hanka Kupfernagel Germania   | a 1"  | Katherine Compton Stati Uniti | a 2"  |